# 1990年大西洋飓风季
1990年大西洋飓风季是1969年后最活跃的大西洋飓风季，于1990年6月1日正式开始，同年11月30日结束，传统上这样的日期界定了一年中绝大多数热带气旋在大西洋盆地形成和发展的时间段。但有一个热带低气压在本季正式开始前就已形成。
虽然非常活跃，但本季产生的天气系统强度不高，并且大部分始终位于海上。全季的另一个不同寻常之处在于，没有任何一个热带气旋以热带风暴或更高强度登陆美国，热带风暴马可也在登陆前不久降级成热带低气压，上一次出现这种情况则要追溯到1962年，自有纪录以来，这种情况一共只出现过6次，另外4次分别是1853、1862、1864和1922年。
本季共有两场飓风因造成重大影响而闻名。飓风戴安娜在墨西哥韦拉克鲁斯州和伊达尔戈州夺走了约139条人命，风暴还引起大规模破坏，但具体财产损失数额缺乏统计。飓风克劳斯在马提尼克引发洪灾，之后又与热带风暴马可和锋面天气系统共同作用，在美国东南部产生瓢泼大雨。飓风季过后，两场飓风的名称均予退役，今后永远都不会再在北大西洋热带气旋命名时采用。

## 季节总结

### 季前预测
每年飓风季开始前，科罗拉多州立大学威廉·M·格雷博士及其同僚组成的飓风专家团队都会发布飓风活动预测。根据美国国家海洋和大气管理局的定义，每个大西洋飓风季平均会形成11场获得命名的风暴，其中6场达到飓风强度，2场成为大型飓风。
1990年4月，美国国家海洋和大气管理局预测全季会有6场风暴达到飓风标准，还会有3场源自1989年的风暴，即命名风暴数共14个。不过，这次预测没有具体说明会有多少场飓风达到大型飓风标准。1990年6月，科罗拉多州立大学发布预测，认为本季会有11场命名风暴，其中7场增强成飓风，3场达到大型飓风强度。
1990年大西洋飓风季于这年6月1日正式开始，但第一号热带低气压早在5月25日就已形成。本季的活跃程度偏高，共形成16个热带低气压，其中14个升级成热带风暴，8个达到飓风标准，1个成为大型飓风，略低于1950至2005年间每个飓风季形成两场大型飓风的平均值。全季共有1场飓风和5场热带风暴登陆，共造成168人死亡和1.52亿美元（1990年美元，相当于2025年的3.54億美元）的损失。飓风娜娜是本季最后1场风暴，于10月21日消散，这时距飓风季11月30日的正式结束日期还有一个多月。
飓风季前两个月的活跃程度非常有限，第二号热带低气压直到7月22日才开始发展。此后，飓风季变得非常活跃，从7月底到8月中旬，热带气旋接二连三地形成。接下来大西洋进入短暂的沉寂，但8月24日又陷入喧嚣，形成第八号热带低气压（飓风古斯塔夫）。8月结束后，9月又只形成两场获得命名的风暴，并且都达到飓风强度。10月的活跃程度高于往年均值，共有5个热带风暴形成或存在。飓风娜娜于10月21日消散后，飓风季的最后近40天里都没有任何热带气旋形成。
本季的活跃程度也通过累积气旋能量指数反映出来，数值为97，略低于103×104kt2的平均值，属“接近正常”类别。大致来说，气旋能量指数通过飓风的强度和持续时间来计算，强度越高、持续时间越长的风暴，其指数也相应越高。只有在热带系统风速达到或超过每小时63公里（34节）或热带风暴强度时才会对这一指数进行计算，并纳入全面的气象公告中。此外，亚热带气旋和热带低气压的这一数据通常不会计入累计数，但以上数值实际上包含各风暴的亚热带气旋时期。

## 风暴

### 第一号热带低气压
第一号热带低气压于5月25日经牙买加以西的弱低气压区发展形成，该低气压区还于之前几天里在牙买加产生零星阵雨。热带低气压形成后不久便穿越古巴，其对流位于结构混乱的环流中心以东。气旋最终在朝佛罗里达州移动期间被逐渐逼近的冷锋吸收。
第一号热带低气压没有造成显著破坏。佛罗里达州期望气旋能缓解当地已持续约两年之久的旱情。系统在经过古巴期间产生暴雨，天气预报称降雨量有可能高达254毫米，但即便是降水最多的哈瓦那东部也只有152毫米。佛罗里达州南部同样普降暴雨，其中又以大沼泽地国家公园的皇家棕榈护林员站最高，达到158毫米。低气压影响南佛罗里达期间，美国国家气象局发布“城市洪灾公报”，警告称低洼地区的城市街道可能会出现洪灾，特别是戴德县和布劳沃德县。许多佛罗里达快速路因积水引发交通事故，特别是戴德县情况严重，共报告有28起事故。

### 热带风暴亚瑟
7月22日，小安的列斯群岛和佛得角之间中途海域附近的一股东风波发展成本季第二号热带低气压。低气压缓慢增强，于两天后增强成热带风暴并获名“亚瑟”（Arthur）。7月25日，气旋经过向风群岛并登陆多巴哥。到达加勒比海后，亚瑟的强度在当天一度接近飓风标准。此后，风暴上空的风切变开始增多，气旋在达到最高强度后开始减弱。亚瑟继续深入加勒比海，强度逐渐下降，于7月27日降级成热带低气压。当晚，飓风猎人侦察机及卫星图像都未能在系统内找到下层环流，表明亚瑟已在京斯敦东南方向约209公里洋面退化成开放式东风波。
7月24日系统成为热带风暴后不久，特立尼达岛、多巴哥和格林纳达接获热带风暴警告，警告范围还在6小时后延伸到格林纳丁斯群岛。约24小时后，所有的热带风暴警告均予中止。随着亚瑟继续深入加勒比海，伊斯帕尼奥拉岛和波多黎各分别于7月26日进入热带风暴观察预警和热带风暴警告生效状态。风暴降级成热带低气压后，之前发布的所有预警和警告均予取消。气旋登陆多巴哥后，该岛发生多起山体滑坡，还有一座主要桥梁坍塌，水电供应也受到严重扰乱。格林纳达也受到破坏，两座桥梁受损，供电和电话服务中断，农作物也受到影响。此外，亚瑟还令4间酒店和数百幢房屋受损。格林纳达出现时速85公里的阵风。风暴从波多黎各南部经过，在当地产生狂风暴雨。气旋逼近海地期间，该国南海岸也降下暴雨。

### 飓风伯莎
一股东风波在离开非洲西海岸进入大西洋后同冷锋和低气压区相互影响，于7月24日在北卡罗莱纳州哈特拉斯角（Cape Hatteras）附近发展成亚热带低气压。亚热带低气压缓慢获得热带天气系统特征，于7月27日成为第三号热带低气压。次日，美国国家飓风中心将低气压升级成热带风暴并以“伯莎”（Bertha）命名。气旋向东北方向飘移，于7月29日在百慕大西南偏西方向约805公里洋面强化成飓风。伯莎继续沿美国东岸平行移动，因遭遇强烈风切变而减弱，强度在同一天回落至热带风暴标准。不过到了7月30日，飓风猎人侦察机又测得飓风强度狂风，气旋这时已再度达到飓风标准。伯莎第二次成为飓风后继续同东北前进，于8月2日在新斯科舍上空转变成温带气旋。
飓风一共造成9人死亡，其中包括希腊货轮“科拉松号”（Corazon）的6名船员。“帕特里夏之星号”（Patricia Star）船只上有1人落水丧生，佛罗里达州北部还有2人因遭遇离岸流溺毙。爱德华王子岛的农作物受到中等程度破坏，新斯科舍还有一座悬索桥倒塌，损失总额约为442.7万加拿大元（1990年加拿大元，相当于同年的391.2万美元和2025年的912萬美元）。

### 热带风暴塞萨尔
飓风伯莎逼近加拿大大西洋省份的同时，有东风波离开非洲西海岸进入大西洋，并且很快就在佛得角以南约541公里海域发展成第四号热带低气压。低气压缓慢增强，并因副热带高压脊存在薄弱环节而向西北方向前进。8月2日，位于佛得角以西较远处洋面的热带低气压强化成热带风暴并获名“塞萨尔”（Cesar）。气旋总体上继续保持向西北方向前进，强度在升级成热带风暴后不久就达到风力时速85公里的最高值，并且在接下来几天没有显著变化。随着风切变出现大幅增长，下层环流于8月6日同深层对流分离，塞萨尔的强度也回落至热带低气压标准。系统继续弱化并且几乎停止移动，然后又突然大幅向东转向。次日，气旋在百慕大东南偏东方向约1852公里洋面消散。

### 飓风戴安娜
一股东风波离开非洲西海岸向西移动，穿越大西洋期间没有出现发展，于1990年7月底或8月初的某个时候进入加勒比海。系统进入西南加勒比海后开始进一步发展，于8月4日成为第五号热带低气压。低气压向西北方向前进，于8月5日升级成热带风暴并获名“戴安娜”（Diana）。成为热带风暴后，气旋继续快速增强，达到风速每小时105公里强度后从金塔纳罗奥州费利佩卡里略波多登陆尤卡坦半岛。戴安娜在陆地上空虽有减弱，但进入墨西哥湾时仍属热带风暴。重返大海后气旋恢复快速增强趋势，于8月7日升级成飓风，还于当天进一步强化成二级飓风并达到风速每小时155公里的最高强度。仅两小时后，风暴就以最高强度从坦皮科附近登陆墨西哥。飓风上岸后急剧弱化，仅4小时后就降级成热带风暴，8月8日又在墨西哥城附近进一步减弱成热带低气压。进入东太平洋盆地后，戴安娜未能重新发展，很快就在加利福尼亚湾最南端消散。
面对风暴威胁，尤卡坦半岛和墨西哥的墨西哥湾沿岸地区多地发布热带风暴观察预警和警告，飓风观察预警和警告同样经发布后进入生效状态。穿越尤卡坦半岛期间，戴安娜产生接近热带风暴强度的大风和暴雨，但没有造成破坏或人员伤亡。然而，墨西哥本土接下来遭受的影响要严峻得多，伊达尔戈州和韦拉克鲁斯州降下瓢泼大雨并引发泥石流。暴雨导致大量房屋被毁，约3500人无家可归。飓风还在墨西哥大范围地区产生狂风，刮倒许多树木和电线杆，导致多条道路阻塞，许多电话失灵。此外，气旋残留还在美国西南部产生降雨。根据当代报道提供的数据，飓风戴安娜共造成139人死亡，另有2万5000人受伤，经济损失数额估计为9070万美元（1990年美元，相当于2025年的2.12億美元）。

### 热带风暴爱德华
8月上旬，亚速尔群岛附近有锋面波形成。系统中心附近有雷暴活动滋长，于8月2日在亚速尔群岛以东近海发展成亚热带低气压。系统同上层冷心低压关联，于8月3日增强成亚热带风暴，但所处洋面水温还没有达到通常热带气旋发展所需要的温度。风暴向西移动并从格拉西奥萨岛附近掠过，于8月4日减弱成亚热带低气压。低气压以小规模环路前进，环流附近逐渐发展出有组织的深层对流。8月6日晚，系统转变成第六号热带低气压。低气压向东北方向的亚速尔群岛移动，于8月8日升级成热带风暴并获名“爱德华”（Edouard）。此后不久，气旋达到风速每小时72公里的最高强度，随后便在亚速尔群岛北部掠过。8月10日，风暴强度再度回落到热带低气压标准，并于次日转变成温带气旋，爱德华的残留最终于8月13日在葡萄牙以西数百英里洋面消散。
亚速尔群岛西部大部分岛屿测得时速55公里大风，奥尔塔岛的阵风时速达到55至100公里。位于特塞拉岛的拉日什空军基地测得的最高阵风时速为61公里。特塞拉岛上的一座塔测得每小时80公里的持续风速，阵风时速则达108公里。

### 热带风暴弗兰
8朋11日，一股东风波在佛得角西南方向数百英里海域发展成本季第七号热带低气压。系统快速西进，其强度在8月12日达到略低于热带风暴标准。但就在这天下午，低气压开始失去下层环流，深层对流也逐渐消亡。系统强度随即降至无法继续采用德沃夏克分析法归类的程度，于8月13日退化成东风波。接下来东风波迅速重新组织，于12小时后再度发展成热带低气压。当晚，低气压经进一步强化后升级成热带风暴并获名“弗兰”（Fran）。气旋获得命名后强度没有显著变化，最大持续风速始终没有超过每小时65公里。次日，弗兰以同样强度登陆特立尼达岛，然后因与南美洲大陆发生强烈相互影响而迅速减弱，于8月15日消散。
弗兰于8月13日成为热带风暴后，特立尼达岛、多巴哥和格林纳达接获热带风暴警告。与此同时，巴巴多斯、圣文森特和格林纳丁斯进入热带风暴观察预警生效状态。随着气旋经过向风群岛，热带风暴观察预警予以中止。弗兰消散仅两小时后，特立尼达岛、多巴哥和格林纳达的热带风暴警告也予中止。只有向风群岛因气旋产生暴雨，特立尼达岛只降下小雨，测得的最高降雨量为66毫米。此外，当地测得的最高阵风时速为46公里。

### 飓风古斯塔夫
8月24日，一股东风波在巴巴多斯以东约1609公里洋面发展成热带低气压。低气压成形后向西移动，于次日增强成热带风暴并获名“古斯塔夫”（Gustav）。气旋向西北偏西方向移动并继续强化，于8月26日达到飓风标准，同时因受低压槽影响开始缓慢蜿蜒北上。达到二级飓风强度后，古斯塔夫因受风切变影响而减弱，但随后又重新增强，于8月31日达到三级飓风标准，不但是本季最强烈的风暴，也是唯一的大型飓风。达到最高强度期间，古斯塔夫开始同附近的热带风暴霍顿斯发生藤原效应。此后飓风开始以增强的同等速度减弱，于9月2日降级成热带风暴。9月3日，古斯塔夫在冰岛以南约370公里海域转变成温带气旋。
古斯塔夫起初对约一年前受到飓风雨果重创的小安的列斯群岛构成重大威胁，为此当地于8月27日发布多份飓风观察预警和警告，但随着风暴转向北上，这些预警和警告均予取消。最终气旋对小安的列斯群岛的影响仅限于轻风细雨和强烈涌浪，没有出现任何破坏或人员伤亡。

### 热带风暴霍顿斯
8月25日，佛得角西南偏西方向约1127公里洋面的一股东风波发展成本季第九号热带低气压。低气压向西北偏西方向前进，缓慢增强的同时，上层外流也逐渐改善。8月26日，低气压升级成热带风暴霍顿斯，然后在上层低气压的影响下朝接近正北方向移动。之后上层低气压退化成低压槽并向东前进，风暴因此总体向西北方向移动。气旋的增强速度较为缓慢，但还是在8月28日达到风力时速100公里的最高强度。8月29日，距霍顿斯不远的飓风古斯塔夫迅速增强，导致垂直风切变大幅增加，对霍顿斯产生严重影响。8月30日，霍顿斯降级成热带低气压，并在进一步弱化后于8月31日在百慕大东南偏东方向约1296公里海域消散。

### 飓风伊西多尔
9月3日，一股强劲东风波离开非洲西海岸。系统很快发展出深层对流区和层次分明的环流，促使美国国家飓风中心于9月4日将其归类为热带低气压。系统这时坐落在佛得角以南数百英里的北纬7.2°海域，对于北半球的热带气旋来说该纬度数值已经非常低。系统起初缓慢增强，并因中大西洋上空的大规模中层低压槽影响向西北方向移动。9月5日，美国国家飓风中心将低气压升级成热带风暴并以“伊西多尔”（Isidore）命名。接下来气旋的增强速度有所提高，于9月6日成为飓风。次日，经德沃夏克分析法估算，风暴达到持续风速每小时165公里，最低气压978毫巴（百帕，28.88英寸汞柱）的最高强度。
达到最高强度后，伊西多尔因行经海域存在强烈上层风而快速弱化，于9月8日降级成热带风暴，但在风切变减退后又重新增强。对流中心发展出眼状特征，气旋于9月9日再达飓风标准，并达到风力时速150公里的第二波强度高峰。风暴的前进速度减缓，并且一度停止移动，但还是在飓风强度下保持了数天之久。受水温降低的影响，伊西多尔于9月16日再次减弱成热带风暴，再于次日在纽芬兰岛以东转变成温带气旋。为数不多的几艘船只在海上遭遇伊西多尔，其中一艘测得飓风强度阵风。气旋自始至终没有接近陆地，所以没有造成任何人员伤亡或财产损失。

### 第十一号热带低气压
9月18日，一股东风波在非洲和小安的列斯群岛的中途海域发展成第十一号热带低气压。根据船只和侦察机的观测结果，该低气压的强度一度接近热带风暴标准。气旋因强烈的上层风影响而减弱，于9月27日消散，自始至终没有影响陆地。

### 飓风约瑟芬
9月16日，一股带有充沛对流的东风波离开非洲海岸向西移动，于9月21日在佛得角以西数百英里洋面发展成第十二号热带低气压。接下来低气压没有继续增强，而是因伊比利亚半岛附近的200毫巴截面低气压深化影响转向北上。受正在成形的高气压区影响，低气压转向西北，之后又向西飘移。9月24日，气旋升级成热带风暴并获名“约瑟芬”（Josephine），但由于附近的低压槽导致风切变增多，风暴强度于9月26日回落至热带低气压标准。气旋接下来几天里强度一直很弱，并因西北大西洋上空的弱低压槽影响逐渐转向北上。10月1日，约瑟芬因另一片高气压区的影响转向东进，于当天以小规模环路移动期间再度强化成热带风暴。受逐渐逼近的低压槽影响，风暴加速向东北偏北前进，并因外部环境有利而于10月5日升级成飓风，这时距其成为热带气旋已经过了约两星期。
10月5日，飓风经小幅增强达到最大持续风速每小时140公里，最低气压980毫巴（百帕，28.94英寸汞柱）的最高强度。大西洋上空这天开始有大规模中纬度风暴发展，约瑟芬围绕该天气系统的东部边缘加速移动。10月6日，行进至中纬度天气系统北侧的约瑟芬降级成热带风暴。又过了一段时间，仍在中纬度气旋附近徘徊的约瑟芬转变成温带风暴，之后再被中纬度系统吸收，该系统之后发展成飓风丽丽。

### 飓风克劳斯
10月3日，一股东风波在多米尼加以东约185公里海域发展成第十三号热带低气压。低气压迅速增强，仅6小时后就升级成热带风暴并获名“克劳斯”（Klaus）。受弱转向气流影响，气旋向西北偏西方向飘移，于10月5日强化成飓风，然后于当天在巴布達島以东仅19公里洋面掠过。次日，克劳斯的强度又回落至热带风暴标准，然后开始转朝西面加速前进。风暴受到风切变的显著影响，于10月8日在波多黎各以北降级成热带低气压，但就在当天又开始有深层对流从下层环流附近发展出来并再度增强成热带风暴。10月9日，克劳斯在巴哈马附近向西北方向移动时被低气压区吸收，这片低气压区之后发展成热带风暴马可。
克劳斯的移动路线一度非常接近背风群岛，当地因此从10月4日开始接获热带风暴和飓风观察预警及警告。此外，英属、美属维尔京群岛和巴哈马也收到热带风暴观察预警和警告。所有预警和警告在克劳斯被低气压区吸收后中止。马提尼克有7人因洪灾丧生，1500人流离失所。背风群岛的其它多个岛屿也降下暴雨，估计降雨量最高的达到381毫米。不过，没有出现巴哈马受灾的报道。风暴残留还给美国东南部带去大浪和暴雨，南卡罗莱纳州有4人因水坝决堤遇难。克劳斯一共导致11人死亡，但经济损失数额较小，仅有100万美元（1990年美元，相当于2025年的233萬美元）。

### 飓风丽丽
之前对飓风约瑟芬后期构成影响的冷心低压经过发展，于10月6日在纽芬兰岛开普雷斯（Cape Race）东南方向约1408公里洋面成为亚热带风暴。气旋向西南方向移动并缓慢向西蜿蜒转向，在此期间强度增至接近飓风水平。10月11日，亚热带风暴已经表现出足够的热带天气系统特征，并在转变成热带气旋的同时升级成飓风并获名“丽丽”（Lili）。飓风丽丽快速向西南偏西方向移动，不过最大持续风速始终没有超过每小时120公里。10月11日从百慕大以南约230公里海域经过后，风暴开始缓慢转向北上，因此没有登陆美国，在到达北卡罗莱纳州哈特拉斯角东南偏东方向约322公里洋面时减弱成热带风暴，并在此期间蜿蜒转向东北加速朝加拿大大西洋省份前进。10月14日，丽丽在新斯科舍近海转变成温带风暴，并于不久后登陆纽芬兰岛。
丽丽一度对百慕大构成威胁，该岛因此在风暴逼近期间进入飓风警告生效状态，但事实证明这只是虚惊一场，当地只出现阵风和小雨。部分计算机模型没有料到丽丽会转向北上，因此继续西进的飓风又对美国东岸构成显著威胁，南卡罗莱纳州里特河水湾（Little River Inlet）到特拉华州亨洛彭角（Cape Henlopen）之间地区接获多份飓风观察预警和警告。风暴之后转朝北面移动，只在北卡罗莱纳州和宾夕法尼亚州造成轻度海滩侵蚀。丽丽在转变成温带气旋的同时开始影响加拿大大西洋省份，在新斯科舍和纽芬兰岛产生狂风，不过，没有出现风暴造成破坏和人员伤亡的报道。

### 热带风暴马可
飓风克劳斯逐渐消散时，古巴上空有新的冷心低压形成，并于10月9日在下方海面发展成热带低气压。低气压进入佛罗里达海峡，并且很快就于10月10日升级成热带风暴。成为热带风暴后，马可继续稳步增强，达到风速每小时100公里的最高强度。气旋朝佛罗里达州进发，在该州西海岸逗留了一段时间，10月12日还差一点就从圣彼德斯堡附近登陆。马可继续同陆地相互影响，直到减弱成热带低气压后再以风力时速55公里强度从锡达礁附近登陆。系统在陆地上空迅速减弱，最终于当天在乔治亚州上空消散。美国东南部多个州之前已因飓风克劳斯的残留降下暴雨，因此马可产生的降水加重了灾情。
虽然登陆时只有热带低气压强度，但由于气旋登陆前其大部分环流就已在佛罗里达州圣彼得斯堡上空停留，因此在正式报告中仍将马可视为袭击美国的热带风暴。面对风暴威胁，美国墨西哥湾沿岸地区和佛罗里达州大西洋海岸几乎全部进入热带风暴警告生效状态。
气旋在佛罗里达州引发洪灾，导致部分房屋和道路受损，该州普遍经历热带风暴强度大风。风暴残留造成的影响更大，特别是乔治亚州和南卡罗莱纳州，乔治亚州的路易斯维尔（Louisville）附近降雨量最高，达505毫米。马可和飓风克劳斯的残留在南卡罗莱纳州降下暴雨，导致水坝决堤，3人因此丧生。马可和克劳斯的残留另外还造成多人死亡，其中马可一共导致12人遇难。气旋一共引起价值5700万美元（1990年美元，相当于2025的1.33億美元）的破坏，其中大部分发生在乔治亚州。

### 飓风娜娜
10月7日，一股强烈东风波从佛得角附近离开非洲海岸，虽然外界环境有利，但由于系统内嵌在西风带内导致组织混乱，虽有深层对流存在也未能马上得到发展。6天后，东风波抵达小安地列斯群岛并分裂成两个部分，其中偏北的部分于10月16日发展成第十六号热带低气压。低气压很快增强成热带风暴并获名“娜娜”（Nana），再于次日达到飓风强度。气旋接下来还有小幅强化，于当天达到风力时速140公里的最高强度。接下来飓风逐渐减弱，于10月21日南下期间完全消散。
娜娜起初对百慕大构成威胁，当地因此于10月18日收到飓风观察预警。10月20日飓风减弱成热带风暴，预警也相应降级成热带风暴观察预警。此后，气旋开始蜿蜒向东南方向前进，逐渐远离百慕大，热带风暴观察预警因此在10月20日晚中止。。这场风暴唯一已知的影响是在百慕大产生8.4毫米雨量。娜娜的规模很小，环流直径可能只有50至60公里。自1950年大西洋盆地的风暴开始得到命名以来，“娜娜”是第一个以字母开头的名称，但到2014年止，这种情况一共已出现13次。

## 风暴名称
以下名单中列出的是1990年用来给北大西洋热带气旋命名的名称。所有没有退役的名称会在1996年再度使用。名单与1984年大西洋飓风季基本相同，“马可”（Marco）和“娜娜”（Nana）都是首次用来给风暴命名。列表中没有使用的名称会以灰色显示。
|  |  | - Omar（未用） - Paloma（未用） - Rene（未用） - Sally（未用） - Teddy（未用） - Vicky（未用） - Wilfred（未用） |

### 退役
1991年春，世界气象组织决定将本季使用的两个名称退役，分别是戴安娜和克劳斯，两个名称在1996年大西洋飓风季分别以“多利”（Dolly）和“凯尔”（Kyle）代替。

## 季节影响
以下表格中列出了1997年大西洋飓风季形成的所有风暴，其中包括其存在周期、名称、影响区域、损失数额和死亡人数。死亡人数栏内括号中的数字表示间接导致的死亡人数，例如因风暴导致的交通事故丧生就属于间接死亡。所有损失和死亡人数包括风暴处于温带气旋、低气压或是东风波时期，损失数额单位为1990年美元。
| 萨菲尔-辛普森飓风风力等级 |    |    |    |    |    |    |
| TD                        | TS | C1 | C2 | C3 | C4 | C5 |

| 風暴名稱 | 持續日期           | 最高強度   | 持續風速      | 氣壓                       | 影響地區                               | 損失 （美元） | 死亡人數 | 來源   |
| -------- | ------------------ | ---------- | ------------- | -------------------------- | -------------------------------------- | ------------- | -------- | ------ |
| 一       | 5月25至26日        | 热带低气压 | 每小时50公里  | 1007毫巴（29.74英寸汞柱）  | 古巴、佛罗里达州                       | 未知          | 无       | [ 7 ]  |
| 亚瑟     | 7月22至27日        | 热带风暴   | 每小时110公里 | 995毫巴（29.38英寸汞柱）   | 向风群岛                               | 未知          | 无       | [ 67 ] |
| 伯莎     | 7月24日至8月2日    | 一级飓风   | 每小时130公里 | 973毫巴（28.73英寸汞柱）   | 佛罗里达州、加拿大大西洋省份           | 3.91          | 9        | [ 68 ] |
| 塞萨尔   | 7月31日至8月7日    | 热带风暴   | 每小时85公里  | 1000毫巴（29.53英寸汞柱）  | 无                                     | 无            | 无       | [ 69 ] |
| 戴安娜   | 8月4至9日          | 二级飓风   | 每小时155公里 | 980毫巴（28.94英寸汞柱）   | 尤卡坦半岛、墨西哥                     | 90.7          | 139      | [ 70 ] |
| 爱德华   | 8月4至11日         | 热带风暴   | 每小时75公里  | 1003毫巴（29.62英寸汞柱）  | 亚速尔群岛                             | 未知          | 无       | [ 71 ] |
| 弗兰     | 8月11至15日        | 热带风暴   | 每小时65公里  | 1007毫巴（29.74英寸汞柱）  | 向风群岛                               | 无            | 无       | [ 72 ] |
| 古斯塔夫 | 8月24日至9月3日    | 三级飓风   | 每小时195公里 | 956毫巴（28.23英寸汞柱）   | 北部背风群岛                           | 无            | 无       | [ 73 ] |
| 霍顿斯   | 8月25至31日        | 热带风暴   | 每小时100公里 | 993毫巴（29.93英寸汞柱）   | 无                                     | 无            | 无       | [ 74 ] |
| 伊西多尔 | 9月4至17日         | 二级飓风   | 每小时155公里 | 978毫巴（28.88英寸汞柱）   | 无                                     | 无            | 无       | [ 75 ] |
| 十一     | 9月19至27日        | 热带低气压 | 每小时55公里  | 1007毫巴（29.74英寸汞柱）  | 无                                     | 无            | 无       | [ 7 ]  |
| 约瑟芬   | 9月12日至10月6日   | 一级飓风   | 每小时140公里 | 980毫巴（28.94英寸汞柱）   | 无                                     | 无            | 无       | [ 76 ] |
| 克劳斯   | 10月3至9日         | 一级飓风   | 每小时130公里 | 985毫巴（29.09英寸汞柱）   | 小安的列斯群岛，巴哈马                 | 1             | 11       | [ 77 ] |
| 丽丽     | 10月6至14日        | 一级飓风   | 每小时120公里 | 987毫巴（29.15英寸汞柱）   | 百慕大、北卡罗莱纳州、加拿大大西洋省份 | 无            | 无       | [ 78 ] |
| 马可     | 10月9至12日        | 热带风暴   | 每小时95公里  | 989毫巴（，29.21英寸汞柱） | 佛罗里达州、乔治亚州、美国东岸         | 57            | 12       | [ 79 ] |
| 娜娜     | 10月16至21日       | 一级飓风   | 每小时140公里 | 989毫巴（29.21英寸汞柱）   | 百慕大                                 | 无            | 无       | [ 80 ] |
| 16场风暴 | 10月25日至10月21日 |            | 每小时195公里 | 956毫巴（28.23英寸汞柱）   |                                        | 152.61        | 168      |        |

如无特别说明，以上表格中的各项数据都源自前文中列出的来源。